# سيكو سيديبي
سيكو سيديبي هو لاعب كرة قدم بلجيكي، ولد في 5 مايو 2001 في أبوبو ‏ في ساحل العاج. شارك مع منتخب بلجيكا تحت 17 سنة لكرة القدم. أما مع النوادي، فقد لعب مع بي إس في آيندهوفن ونادي إيمن ويونيفرسيتاتيا كرايوفا.

## وصلات خارجية
- سيكو سيديبي على موقع قاعدة بيانات كرة القدم.إي يو (الإنجليزية)
- سيكو سيديبي على موقع Soccerway.com (الإنجليزية)